# Pontinus hexanema
Pontinus hexanema és una espècie de peix pertanyent a la família dels escorpènids.

## Hàbitat
És un peix marí i d'aigües profundes que viu fins als 236 m de fondària.

## Distribució geogràfica
Es troba al Pacífic occidental central: Indonèsia.

## Observacions
És inofensiu per als humans.